# Diepold Peringer
Diepold Peringer, gelegentlich auch in der Schreibweise Diebold Beringer, eigentlich Diepold Schuster (* vor 1522 in Aichenbrunnen bei Ulm; † nach 1524) war ein deutscher Priester oder Ordensbruder, der sein Kloster verlassen hat. Als Bauer („Bauer von Wöhrd“, Pawren zů Werdt) getarnt, betätigte er sich als reformatorischer Volksprediger.

## Leben und Wirken
Aus Peringers Leben ist wenig bekannt. Er stammte gebürtig aus der Ulmer Region und war u. a. um das Jahr 1523 in Wöhrd, einer ehemaligen Vorstadt von Nürnberg, als Prediger tätig. Seiner Predigt am 7. Januar 1524 wohnte Georg Spalatin bei und zeigte sich beeindruckt. Eine große Anzahl seiner Predigten, als (illegale) Flugschriften veröffentlicht, wurden gedruckt und erreichten eine Vielzahl von lesekundigen Menschen. Er trat in seinen Predigten entschieden gegen das Papsttum und die Anbetung der Heiligen an.
Seine Eigendarstellungen auf verschiedenen Holzschnitten zeigen ihn etwa mit plumpen Schuhwerk, Hut und Dreschflegel in der Hand, während seine rechte Hand erhoben, im Stil eine Predigers gestikuliert. Dennoch wurde er im Jahre 1524 als Kleriker öffentlich bekundet.
Wahrscheinlich war er in den Konflikten im deutschen Bauernkrieg (1524–1526) beteiligt und fand in den Auseinandersetzungen seinen Tod.

## Schriften (Auswahl)
- Ain schone auszle gung vber das gotlich gebet. Vater vnser Das vnnsz Gott selbs gelernet hat. Das hat betracht ain armer Pauer  der weder lesen noch schreiben kan  gar huepsch  vndt... Adam Dyon, Breslau 1523.
- Ein Sermon geprediget vom Pawren zu Werdt bey Nürmberg am Sontag vor Faßnacht, von dem freyen willen des Menschen.  Eylenburgk, Widemar 1524.
- Ein Sermon geprediget vom Pawren zu Werdt bey Nürmberg von dem fryen willen des Mensche[n]. Adam Dyon, Breslau 1524.
- Eyn Sermon geprediget vom Pauren zu Werd bey Nuermberg  am Sontag vor Faßnacht  von dem freyen willen des Menschen. Paul Kohl, Regensburg 1524.